# 베스트폴오그텔레마르크주

베스트폴오그텔레마르크 주의 위치

베스트폴오그텔레마르크주(노르웨이어: Vestfold og Telemark fylke)는 노르웨이 동남부에 위치했던 폐지된 주이다. 주도는 시엔, 퇸스베르그이며 면적은 17,465.92 km2, 인구는 415,777명(2018년 기준), 인구 밀도는 24명/km2이다. 남쪽과 동쪽으로는 아그데르주와 스카게라크 해협, 서쪽으로는 베스트란주, 북쪽으로는 비켄주와 국경을 접한다. 23개 지방 자치체를 관할했다.
2020년 1월 1일, 베스트폴주와 텔레마르크주가 통합되어 설립되었으나, 2024년 1월 1일부로 폐지되고 기존의 2개 주가 재설립되었다.

베스트폴오그텔레마르크주의 문장